# 季姆基夫
48°47′24″N 27°5′15″E / 48.79000°N 27.08750°E
季姆基夫（烏克蘭語：Тимків），是烏克蘭西部的村莊，隸屬赫梅利尼茨基州的卡緬涅茨-波多利斯基區。該村始建於1661年，面積1.85平方公里，海拔高度193米，2001年人口363。